# Più bello di così si muore
Pour plus de détails, voir Fiche technique et Distribution.
Più bello di così si muore est un film italien réalisé par Pasquale Festa Campanile, sorti en 1982, avec Enrico Montesano, Monica Guerritore, Ida Di Benedetto, Toni Ucci, Vittorio Caprioli et Paola Borboni dans les rôles principaux. 

## Synopsis
Dans la ville de Rome, Spartaco Meniconi (Enrico Montesano) est un ancien prisonnier sans emploi qui vit avec sa femme enceinte Amelia (Monica Guerritore) chez son beau-frère Agenore (Toni Ucci) et sa femme Octavia (Ida Di Benedetto), avec qui il entretient par ailleurs une liaison extra-conjugale. Spartaco, qui préfère accumuler les conquêtes amoureuses, peine à trouver du travail et ne reçoit que des propositions spéciales de la part de possibles employeurs. Sous la pression de sa famille, il se travestit afin de trouver plus facilement du travail. Il devient donc Marina et rencontre le comte Nereo di Sanfilippo (Vittorio Caprioli), un vieux célibataire timide, myope et en manque d'affection, qui tombe immédiatement amoureux de lui ... 

## Fiche technique
- Titre : Più bello di così si muore
- Titre original : Più bello di così si muore
- Réalisation : Pasquale Festa Campanile
- Scénario : Antonio Amurri (it) et Ottavio Jemma (it)
- Photographie : Alfio Contini
- Montage : Amedeo Salfa
- Musique : Riz Ortolani
- Décors : Andrea Crisanti
- Costumes : Mario Carlini
- Producteur : Aurelio De Laurentiis et Luigi De Laurentiis
- Société de production :
- Pays d'origine :  Italie
- Langue : Italien
- Format : couleur
- Genre : comédie
- Durée : 104 minutes
- Dates de sortie : 
  - Italie : 1982

## Distribution
- Enrico Montesano : Spartaco Meniconi
- Monica Guerritore : Amelia
- Ida Di Benedetto : Ottavia
- Toni Ucci : Agenore
- Vittorio Caprioli : conte Nereo Di Sanfilippo
- Paola Borboni : la mère du conte Nereo
- Franco Caracciolo (it) : Marcella
- Paolo Fiorino (it)
- Maurizio Mattioli

## Autour du film
- Il s'agit d'une adaptation du roman homonyme de l'écrivain Antonio Amurri (it), qui a collaboré avec le scénariste Ottavio Jemma (it) à l'écriture du scénario.
- Le film a été tourné dans la ville de Rome et plusieurs lieux connus de la ville servent de décor, comme le complexe monumental de San Michele a Ripa Grande, la Fontana dell'Acqua Paola ou le stade des Marbres.